# Vörösszárnyú zöldfakopáncs
A vörösszárnyú zöldfakopáncs (Piculus simplex) a madarak (Aves) osztályának harkályalakúak (Piciformes) rendjébe, ezen belül a harkályfélék (Picidae) családjába tartozó faj.

## Előfordulása
Costa Rica, Honduras, Nicaragua és Panama területén honos. A természetes élőhelyei a szubtrópusi és trópusi síkvidéki esőerdők.